# هيوستن كومتز
هيوستن كومتز (بالإنجليزية: Houston Comets)‏ هو فريق كرة سلة أمريكي، تأسس في سنة 1997 كان يقع مقره في هيوستن. كان يلعب في دوري الاتحاد الوطني لكرة السلة النسائية وفاز به أربع مرات في 1997، 1998، 1999 و2000.